# Alexandre Delmer
Alexandre Louis Joseph Delmer (Watermaal-Bosvoorde, 2 oktober 1879 - Etterbeek 4 april 1974) was een Belgisch burgerlijk mijningenieur, hoogleraar aan de Rijksuniversiteit van Luik en secretaris-generaal van het Ministerie van Openbare Werken. Hij was een zoon van Alexandre Delmer senior en Fannélie Lavaux.

## Levensloop
Delmer promoveerde in 1903 tot burgerlijk mijningenieur aan de universiteit van Luik. Voordien had hij zijn humaniora Grieks-Latijn volbracht aan het Collège Saint-Servais in Luik.
- Van 1904 tot 1906 werkte hij voor Luikse steenkoolmijnen. In 1906 werd hij directeur-generaal voor het Mijnwezen benoemd op het ministerie van Economische Zaken met de opdracht een studiedienst op te richten.
- In 1908 werd hij docent industriële en commerciële geografie aan de Rijksuniversiteit Luik.
- In 1913 nam hij deel in Bern aan de Internationale conferentie gewijd aan de bescherming van de arbeiders.
- In 1917 voegde hij zich bij het Belgisch leger in Coutances en vocht als artillerist aan de IJzer. Hij schreef er zijn frontbelevenissen op, die een halve eeuw later door zijn dochter Thérèse werden uitgegeven.
- 1919: Hij werkte mee aan de voorbereiding van het Verdrag van Versailles. Vervolgens vertrok hij naar Washington, als Belgisch raadgever bij de arbeidsconferentie.
- 1920: Hij werd hoofdingenieur-directeur van het Mijnwezen en trok naar het Verenigd Koninkrijk om er het systeem van minimumlonen te bestuderen.
- 1921: Werd docent aan de École de Commerce in Luik over commerciële en maritieme outillage.
- 1922: Hij onderhandelde in Berlijn over de teruggave van de tijdens de oorlog gestolen goederen.
- 1924: Hij werd kabinetschef bij de minister van Industrie en Arbeid in de regering-Theunis III, de Luikenaar Paul Tschoffen.
- 1925: Hij werd kabinetschef van de eerste minister Prosper Poullet en secretaris van de ministerraad.
- 1927: Hij werd secretaris-generaal van het ministerie van Openbare Werken. Hij nam een actief deel aan het delven van het Albertkanaal.
- 1928: Hij werd medestichter van de Luikse Cercle de Géographie en was er van 1937 tot 1969 ondervoorzitter van.
- 1940: Hij trad toe tot het comité van de secretarissen-generaal, dat in naam van de Belgische regering het bezette land bestuurde. Hij zat de bijeenkomsten van het comité voor en leidde heel wat onderhandelingen met de bezetter.
- 1941: Hij werd door de Duitsers op non-actief gesteld, gezien zijn te grote onafhankelijkheid.
- 1945: Bij de Bevrijding hernam hij zijn functie maar, aangezien hij net de leeftijd ertoe had bereikt, ging hij met pensioen. Hij bekleedde het voorzitterschap van de Dienst van de Navigatie en doceerde tevens aan de universiteit van Luik. Hij was ook medestichter van het Belgisch Nationaal Comité voor Aardrijkskunde en nam actief aan de werkzaamheden ervan deel tot in 1973.
- 1946: Rapporteur in het Internationaal Arbeidsbureau in Montréal (Canada).
- 1947: Rapporteur over transportaangelegenheden op de Conferentie betreffende het Marshall Plan in Parijs.
- 1950: Rapporteur van de Belgisch-Nederlandse Commissie over de problemen van de waterwegen.
- vanaf 1953: voorzitter van het Comité België-Rijn; voorzitter van het Belgisch Comité voor de fluviale belangen; secretaris-generaal van het Europees comité voor de aanpassing van de Maas; lid van het Comité voor aardrijkskunde binnen de Koninklijke Academie, waar hij meewerkte aan de publicatie van de Atlas van België.
- 1954-1958: Voorzitter van de Société belge d’Études géographiques.

## Publicaties
- Enquête anglaise sur la journée de huit heures, Brussel, 1907.
- Commission d’enquête sur la durée du travail dans les mines de houille. Pays étrangers; données statistiques et mesures législativesBrusserl, 1908.
- La durée du travail dans les mines de houille des pays étrangers: Autriche. Note complémentaire adressée à la Commission d’enquête sur la durée de travail dans les mines, Brussel, 1908.
- La durée du travail dans les mines de houille des pays étrangers: Allemagne, Autriche, Pays-Bas, France, Angleterre, États-Unis. Données statistiques et mesures législatives, Brussel, 1908.
- Le gisement houiller du Limbourg néerlandais et son exploitation, Brussel, 1908.
- Commission d’enquête sur la durée du travail dans les mines de houille. Statistiques des accidents miniers, Brussel, 1909.
- La question du minerai de fer en Belgique, première partie: Les gisements de minerai de fer en Belgique. Brussel, 1913.
- Le programme d’une excursion scientifique en Allemagne, Luik, 1913.
- Le mouvement des combustibles minéraux sur les voies navigables belges. Étude économique et cartes, Brussel, 1919.
- Carte de la répartition des charbons belges d’après leur nature, Brussel, 1920.
- Guide industriel belge des charbonnages. Édition augmentée des cartes de la répartition des charbons d’après leur nature et d’une description sommaire des bassins houillers belges et explication des cartes, Charleroi, 1922.
- Wettelijke regeling op de stoomtoestellen. Besluiten, onderrichtingen en toelichtingen, gevolgd van tabellen, voor het bereken van het vermogen der stoommachines, Brfussel, 1924.
- Guide industriel belge des charbonnages. Édition augmentée des cartes de la répartition des charbons d’après leur nature et d’une description sommaire des bassins houillers belges et explication des cartes, Brussel, 1925.
- Le Canal Albert, sa raison d’être, état d’avancement, caractéristiques, Straatsburg, 1935.
- Défense belge présentée à la Cour permanente de Justice internationale [de La Haye] dans le procès des prises d’eau à la Meuse. I.- Plaidoirie introductive de Mr Joseph de Ruelle, agent de l’État belge. Exposé de Mr Alexandre Delmer, secrétaire général du Ministère des Travaux publics, professeur à l’Université de Liége. Documents et cartes. — II.- Plaidoyer de M. Joseph de Ruelle. — III.- Réplique de Me René Marcq, bâtonnier de l’Ordre des avocats à la Cour de Cassation de Belgique, professeur à l’Université de Bruxelles, par Joseph de Ruelle, Alexandre Delmer et René marcq, Brussel, 1937.
- Le rôle de la navigation intérieure dans l’économie belge, Brussel, 1937.
- Le Canal Albert, Parijs: Dunod, 1939.
- Les ports de l’estuaire de l’Escaut, de la Meuse et du Rhin, Luik, 1945.
- Le bouchon de Lanaye, met samenvatting in ’t Nederlandsch, Brussel, 1945.
- Les transports de marchandises. Étude économique, Brussel, 1947.
- Géographie économique. Principes et applications. 1re partie: Le cadre de la géographie économique. Texte et Album. — 2ième partie: La localisation de la production. Texte et Album. — 3ième partie: Les transports. Texte et Album, Luik, 1949.
- La valeur économique d’une grande voie navigable: le canal Albert. Met samenvatting in 't Nederlands, Brussel, 1952.
- La Communauté Européenne du Charbon et de l’Acier [CECA]. Les transports par eau. La Meuse, le Rhin, la Moselle, Luik, 1953.
- Les communications par eau entre l’Escaut, la Meuse et le Rhin, Luik, 1953.
- La géographie de la Communauté Européenne du Charbon et de l’Acier [CECA], Brussel, 1953.
- Minerai de fer. Les gisements de l’Atlantique. Les gisements de l’Europe, de Lorraine. Les transports. La Meuse, Brussel, 1957.
- Le destin européen de la Meuse, Parijs, 1959.
- La liaison entre l’Escaut et le Rhin: le traité du 13 mai 1963, Brussel, 1963.
- 1917-1918. Carnets de guerre d'Alexandre Delmer, présentés par Marie-Thérèse Delmer, Brussel, 1986.